# Vetenskapsåret 1732

## Händelser
- Henri Pitot bygger det första Pitotröret.
- Den franske astronomen Joseph Nicolas Delisle utvecklar Delisleskalan.

## Pristagare
- Copleymedaljen: Stephen Gray, engelsk astronom (den förste mottagaren av medaljen, som han fick för andra året i rad).

## Födda
- 6 september - Johan Carl Wilcke (död 1796), svensk fysiker.
- 6 oktober - Nevil Maskelyne (död 1811), brittisk astronom.
- Maria Christina Bruhn (död 1802), svensk uppfinnare.
- okänt datum - Christina Roccati (död 1797), italiensk fysiker.

## Avlidna
- 13 januari - Conrad Quensel (född 1676), svensk astronom och matematiker.